# Szántó János (politikus)
Szántó János (Szőlősgyörök, 1949. szeptember 6. – 2008. június 3.) magyar gépészmérnök, MSZP-s országgyűlési képviselő (Fejér megyei területi lista), Bicske polgármestere.

## Életrajza
1972-ben diplomázott a Budapesti Műszaki Egyetem Gépészmérnöki Karán. Üzemvezetőként, fejlesztési főmérnökként, majd a vasúti járműgyár igazgatójaként dolgozott a gépipar területén. Tagja volt a MÁV Rt. Felügyelő Bizottságának 2002-től, majd 2005-től is.
2002-től Bicske polgármestere volt, vezette a ZSÁMERT Területfejlesztési Társulást, 2004 júniusától pedig a Vértes Többcélú Kistérségi Önkormányzati Társulást. A 2006-os országgyűlési választáson a Fejér megyei területi listán szerzett mandátumot az MSZP támogatásával. 2006. május 30-tól az országgyűlés gazdasági és informatikai bizottságának tagja volt. 2008-ban halt meg, súlyos betegség következtében.